# Pinus montezumae
Pinus montezumae là một loài thực vật hạt trần trong họ Thông. Loài này được Lamb. miêu tả khoa học đầu tiên năm 1832.